# Carl Gustaf von Platen (1762–1819)
Carl Gustaf von Platen, född den 14 mars 1762 i Stralsund, död den 3 februari 1819 i Lövestads socken, Malmöhus län, var en svensk friherre och militär. Han var son till Philip von Platen och farfar till Carl Platen.

## Biografi
von Platen blev korpral vid Norra skånska kavalleriregementet 1774, kornett i armén samma år, sekundadjutant vid regementet 1777, löjtnant 1780 och ryttmästare 1786. Han var i preussisk tjänst 1787–1788 och stabsadjutant hos fadern vid armén i Finland 1788. von Platen deltog med utmärkelse i sjutton strider eller träffningar under Gustaf III:s ryska krig 1788—1790, kommenderade vid Värälä avantgardet 1789 och blev svårt sårad i striden vid Korhois 1790. Han blev major i armén och överadjutant 1789, generaladjutant av flygeln och överstelöjtnant i armén 1790, fördelningsadjutant vid Skånska fördelningen 1792, överstelöjtnant vid Södra skånska kavalleriregementet 1795, överste i armén 1797, chef för en fältbataljon av regementet, som utkommenderades till Pommern 1807 och generaladjutant hos kungen samma år. von Platen utmärkte sig under kriget i Pommern som chef för arriärgardet, då han uppehöll och kastade fransmännen tillbaka vid Franckenthors retranchement 1807. Han var chef för andra kavalleribrigaden i södra armén 1808–1809. von Platen befordrades till generalmajor 1813 och till generallöjtnant i armén 1818. Han blev inspektör för andra kavalleriinspektionen 1816 och var tillförordnad generalbefälhavare i Skåne 1817–1818. von Platen blev riddare av Svärdsorden 1789, kommendör av samma orden 1811 och kommendör med stora korset 1817. Han är begraven i Kristianstad.